# Estrutura
Estrutura é o modo como uma coisa é construída, organizada ou está disposta.  Da descrição verbal de uma criança sobre um floco de neve até uma análise científica detalhada sobre as propriedades dos campos magnéticos, o conceito de estrutura é uma fundação essencial de praticamente todos os modos de descoberta na ciência, filosofia, e arte.
Uma estrutura define do que um sistema é feito.  A estrutura pode ser uma hierarquia (uma cascata de relacionamentos um-para-vários) ou uma rede de elementos contendo relacionamentos vários-para-vários.
Em engenharia, estrutura é o nome dado ao conjunto de elementos responsáveis por resistir aos esforços mecânicos, dando suporte e sustentação às máquinas, edificações e outros objetos.

## Tipos

### Biológicas
Na biologia, as estruturas existem em todos os níveis de organização, indo hierarquicamente dos níveis de átomos e moléculas para os de células, tecidos, órgãos, organismos. Normalmente uma estrutura de alto-nível é composta de múltiplas cópias de estruturas de baixo-nível.

### Químicas
A química é a ciência que trata da matéria do nível atômico à escala macromolecular, das reações, transformações e agressões da matéria, assim como as trocas de energia e entropia durante estes processos. As estruturas químicas se referem tanto a geometria molecular como a estrutura eletrônica. A fórmula estrutural dos compostos químicos é uma representação gráfica da estrutura molecular mostrando como os átomos são arranjados. Uma estrutura de proteína é uma representação em coordenadas tridimensionais dos átomos dentro das (macro) moléculas formadas de proteína.

### Construídas
Uma estrutura normalmente se refere a qualquer objeto largo, construído pelo homem, fixado permanentemente na superfície terrestre, como resultado de uma construção. Essas estruturas são divididas entre construções e não-construções, e ao todo formam a infraestrutura da sociedade humana. Há também estruturas criadas por animais, como as colmeias feita por abelhas, estruturas também podem ser coisas que resistem muito aos diversos tipos de esforços mecânicos.

#### Estruturas recíprocas (ERs)
Alguns sistemas construtivos muito antigos tinham o propósito de solucionar as limitações técnicas dos materiais e das tecnologias disponíveis. As estruturas recíprocas, por exemplo, possibilitavam a construção rápida de abrigos e de coberturas com grandes vãos, com alguma complexidade geométrica. Historicamente, uma das vantagens da utilização desse sistema é o emprego de elementos lineares de pequena dimensão, originalmente em madeira, gerando uma composição estrutural em que cada elemento individual sustenta e é sustentado por outros elementos.
As estruturas recíprocas são datadas do período Neolítico, em cabanas primitivas e também foram observadas durante o Império Romano, em uma ponte sobre o Rio Reno . No século XII elas foram encontradas na arquitetura oriental, em coberturas conhecidas como “mandala roofs” e no século XIII surgiram as primeiras estruturas recíprocas na Europa, projetadas por Villard de Honnecourt. No início do século XVI Leonardo da Vinci desenvolveu esquemas para construções de pontes com esse sistema estrutural, enquanto Sebastiano Serlio explicitou a possibilidade de se obter vãos maiores com a utilização de ERs .
Entre os séculos XVII e XVIII foram obtidos avanços significativos sobre os métodos de cálculo estrutural (como desdobramento do surgimento do cálculo diferencial). A partir da Revolução Industrial, no século XIX, foram desenvolvidos novos materiais estruturais, tais como o aço e o cimento Portland. Nesse mesmo período os produtos de madeira passaram por um processo de estandardização e produção em massa. Com isso, surge também um novo interesse pelas estruturas recíprocas, pela facilidade de montagem, com destaque para o desenvolvimento do sistema Zollinger, no início do século XX.

### Musical
A música é uma forma de arte consistindo na exposição de sons e silêncio através do tempo. O termo forma musical, um tipo de estrutura, se refere a dois conceitos relacionados :
- o tipo de composição (por exemplo, um trabalho musical pode ter a forma de uma sinfonia, concerto, ou outro tipo genérico)
- a estrutura de uma parte particular (por exemplo, uma peça pode ser escrita na forma binária, forma de sonata, como um fugue, etc.)

### Social
A estrutura social é um padrão de relacionamentos. Eles são organizações sociais de indivíduos em várias situações da vida. As estruturas são aplicáveis para as pessoas em como a sociedade é um sistema organizado por padrões característicos de relacionamentos. Isso é conhecido como a organização social do grupo. Sociólogos têm estudado as mudanças de estrutura destes grupos. Estrutura e agência são as duas teorias sobre o comportamento humano que se opões. O debate a cerca da influência das estruturas e agências no pensamento e comportamento humano é um dos temas centrais da sociologia. Neste contexto "agência" se refere a capacidade de indivíduos humanos a agirem independentemente e de tomarem suas próprias decisões. "Estrutura" se refere aos fatores como a classe social, religião, gênero, etnicidade, costumes, etc, que parecem limitar ou influenciar as oportunidades que estes indivíduos têm.

### De dados
Na ciência da computação, uma estrutura de dados é um modo de armazenar os dados no computador para que ele seja usado eficientemente. Normalmente uma estrutura de dados é escolhida cuidadosamente para permitir a melhor eficiência dos algorítmos a serem usados. A escolha da estrutura de dados normalmente começa com a escolha do tipo de dado abstrato. Uma estrutura de dados bem desenvolvida permite que uma variedade de operações críticas sejam implementadas por uma linguagem de programação com os tipos de dados e referências e as operações que deles provêm.